# Paul Vidal de la Blache
Paul Vidal de la Blache (Pesenàs, Erau, Llenguadoc 1845 - Tamaris, Provença 1918) fou un historiador i geògraf occità, considerat el pare de la Geografia regional. Durant la seva estada a Atenes va realitzar diversos viatges per la Mediterrània que van despertar la seva curiositat geogràfica. En aquesta època llegí Alexander von Humboldt i Carl Ritter. La seva tesi doctoral (1872) era dedicada als epitafis grecs a l'Àsia Menor, i gràcies a ella fou nomenat professor a la universitat de Nancy el 1873-1877. Més tard ho fou a l'École Normale Supérieure de París el 1877-1878 i catedràtic de geografia a la Sorbona el 1898-1909, on demostrà gran interès per la història antiga.
Es preocupà per l'acció de l'home en el medi físic on és immergit i, en certa manera, per les diferents modalitats d'adaptació a unes condicions físiques més o menys difícils. Fou un dels promotors dels estudis de geografia regional a França mercè els seus deixebles Jules Sion, Jean Brunhes, Albert Demangeon o Emmanuel de Martonne, que van conformar el que es va denominar l'Escola Geogràfica Francesa. Creà i dirigí la revista Annales de Géographie (1891) i dirigí la col·lecció Geographie Universelle.
Vidal de la Blache va ser un precursor de la geografia regional francesa i de l'estudi de la regió i la comarca (pays) com àrees on es realitzen les relacions entre fenòmens físics (milieu) i humans (genre de vie, gènere de vida) i que donen lloc a un paisatge particular (paysage). Va combatre decididament el determinisme ambiental, el que posteriorment Lucien Febvre va denominar possibilisme, i era partidari d'una aproximació científica als fenòmens de tipus inductiu i historicista.

## Obres
- Hérode Atticus. Étude critique sur la vie, (1872)
- États et nations d'Europe (1881)[1]
- La terre, géographie physique et économique, (1883)
- Atlas général d'histoire et de géographie (1894)[1]
- Tableau de la géographie de la France,(1903)
- La France de l'Est, (1917)
- Principes de géographie humaine (1918).[1]